# Barynema australicum
Barynema australicum är en nattsländeart som beskrevs av Mosely in Mosely och Douglas E. Kimmins 1953. Barynema australicum ingår i släktet Barynema och familjen böjrörsnattsländor. Inga underarter finns listade i Catalogue of Life.